# Centre de documentation de l'enseignement supérieur, universitaire et de la recherche à Kinshasa
 (septembre 2013).
Si vous disposez d'ouvrages ou d'articles de référence ou si vous connaissez des sites web de qualité traitant du thème abordé ici, merci de compléter l'article en donnant les références utiles à sa vérifiabilité et en les liant à la section « Notes et références ».
Pour les articles homonymes, voir CEDESURK.
Le Centre de documentation de l'enseignement supérieur, universitaire et de la recherche à Kinshasa (CEDESURK) est une A.S.B.L de droit congolais à vocation d'information, de formation et de diffusion de la documentation scientifique et technique.
Il est l'un des centres les plus visités de Kinshasa avec une capacité d'accueil de 120 lecteurs.

## Historique

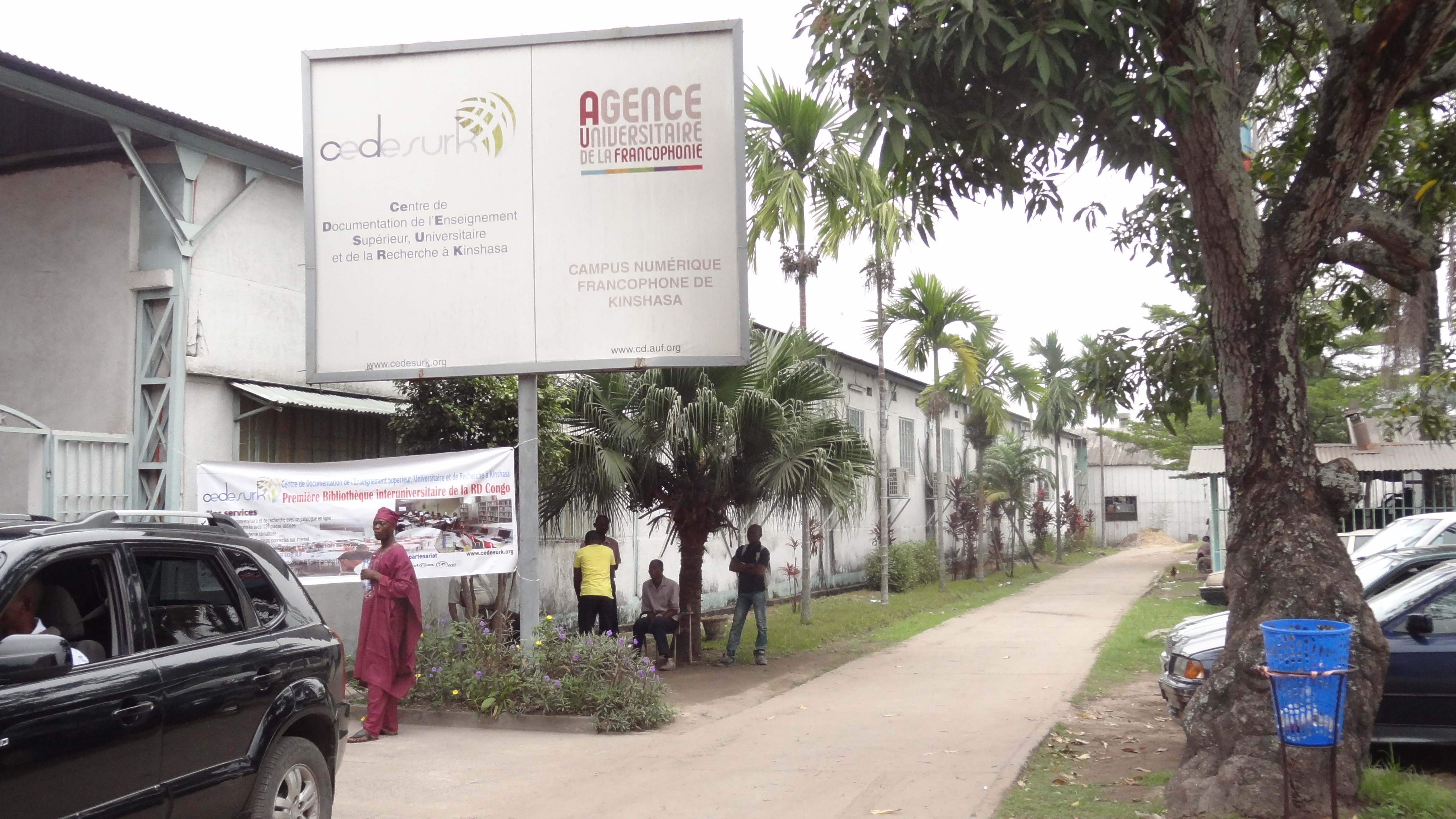
Bâtiment CEDESURK

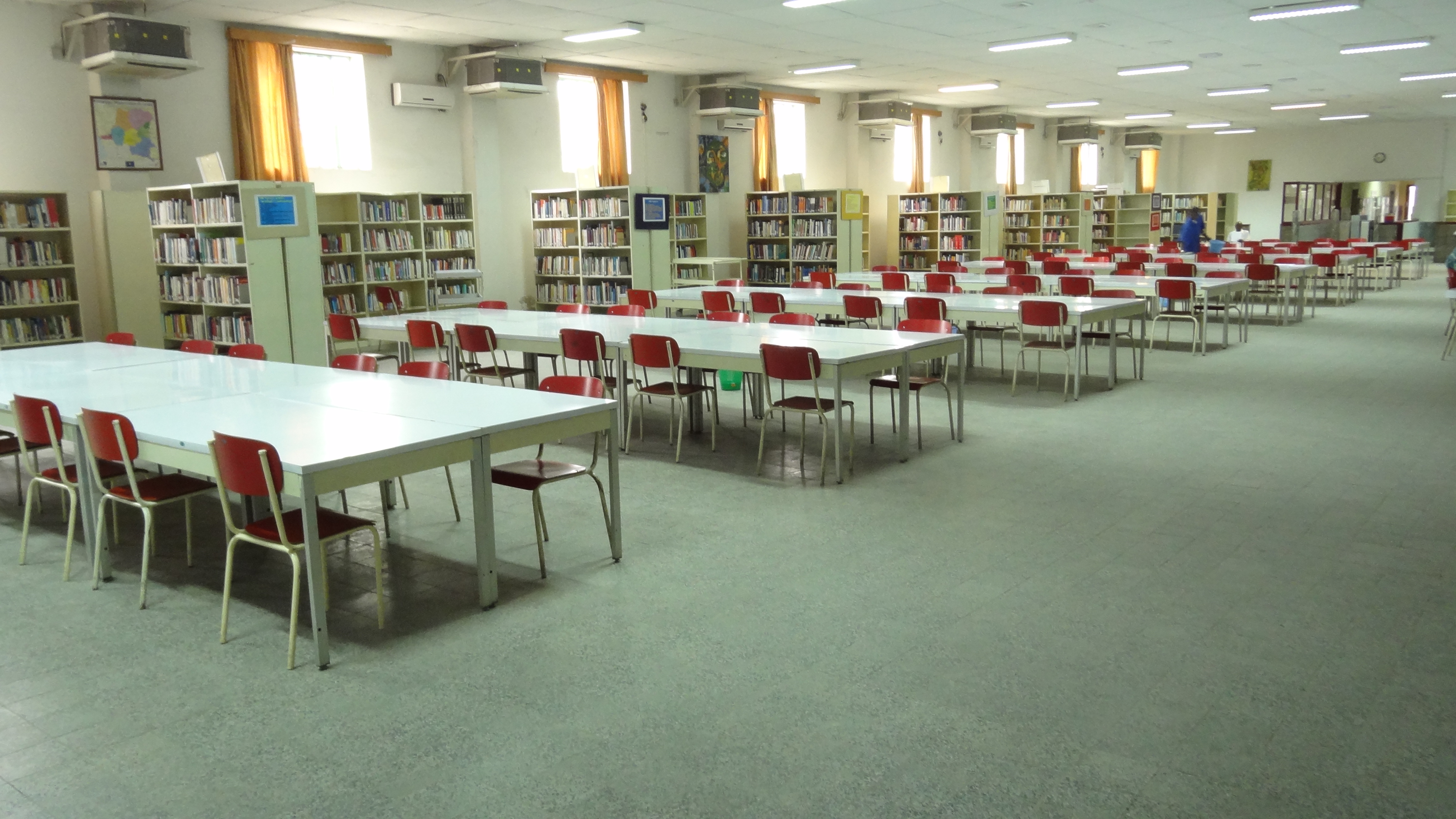
Salle de lecture de la bibliothèque

La réforme du 6 août 1971 qui démantela l'enseignement supérieur et universitaire en le divisant sous le règne du Maréchal Mobutu, n'était pas une vraie réforme, elle répondait à la balkanisation de l'enseignement voulue par le Dictateur pour asseoir son régime. les conséquences que cette réforme a eu sur les bibliothèques sont : son démantèlement et des pertes considérables des fonds.
A l'université de Kinshasa par exemple où l'on enregistre au moins 20 000 étudiants chaque année, il faut un budget de plus ou moins 40 à 60 000 $ uniquement pour la bibliothèque, chose pratiquement difficile dans le contexte où l'enseignant lui-même n'est pas satisfait de ses conditions salariales.
C'est dans le souci d'offrir à toutes les universités œuvrant dans la ville de Kinshasa et partout en RDC un fonds documentaire actualisé, qu'au courant de l'année 2000, la Commission Universitaire pour le développement (CUD), l' Académie de recherche et d'enseignement supérieur (ARES) avec le CGRI-DRI et l'APEFE vont s'associer pour financer la création d'un centre de documentation à Kinshasa, accessible à l'ensemble des institutions d'enseignements supérieur, universitaire et de recherche qu'est le CEDESURK.
En mai 2000, Claudine Kellinck et Jacques Hellemans[Qui ?] ont effectué une mission pour établir un premier état des besoins, trouver un lieu adéquat pour l'installation du centre et évaluer l'équipement de ce centre.
Le 28 février 2001, à l'initiative de Freddy Jacquet, délégué de la communication de la Fédération Wallonie-Bruxelles à Kinshasa, une assemblée générale constitutive du CEDESURK s'est tenue en vue de poser l'A.S.B.L sur les fonts baptismaux.
Le CEDESURK a été initié par les institutions de l'enseignement supérieur, universitaire et de recherche de Kinshasa, grâce au concours de leurs partenaires internationaux : 
- l'Agence universitaire de la francophonie ;
- l'Association pour la promotion de l'éducation et de la formation à l'étranger ;
- la Communauté française de la Belgique ;
- la Région wallonne ;
- la Commission universitaire pour le développement, l' Académie de recherche et d'enseignement supérieur, grâce au soutien de la Direction générale de la coopération au développement du royaume de Belgique.

Le CEDESURK a été ouvert au public depuis le 01 mars 2002.

## Bibliothèque interuniversitaire et de recherche

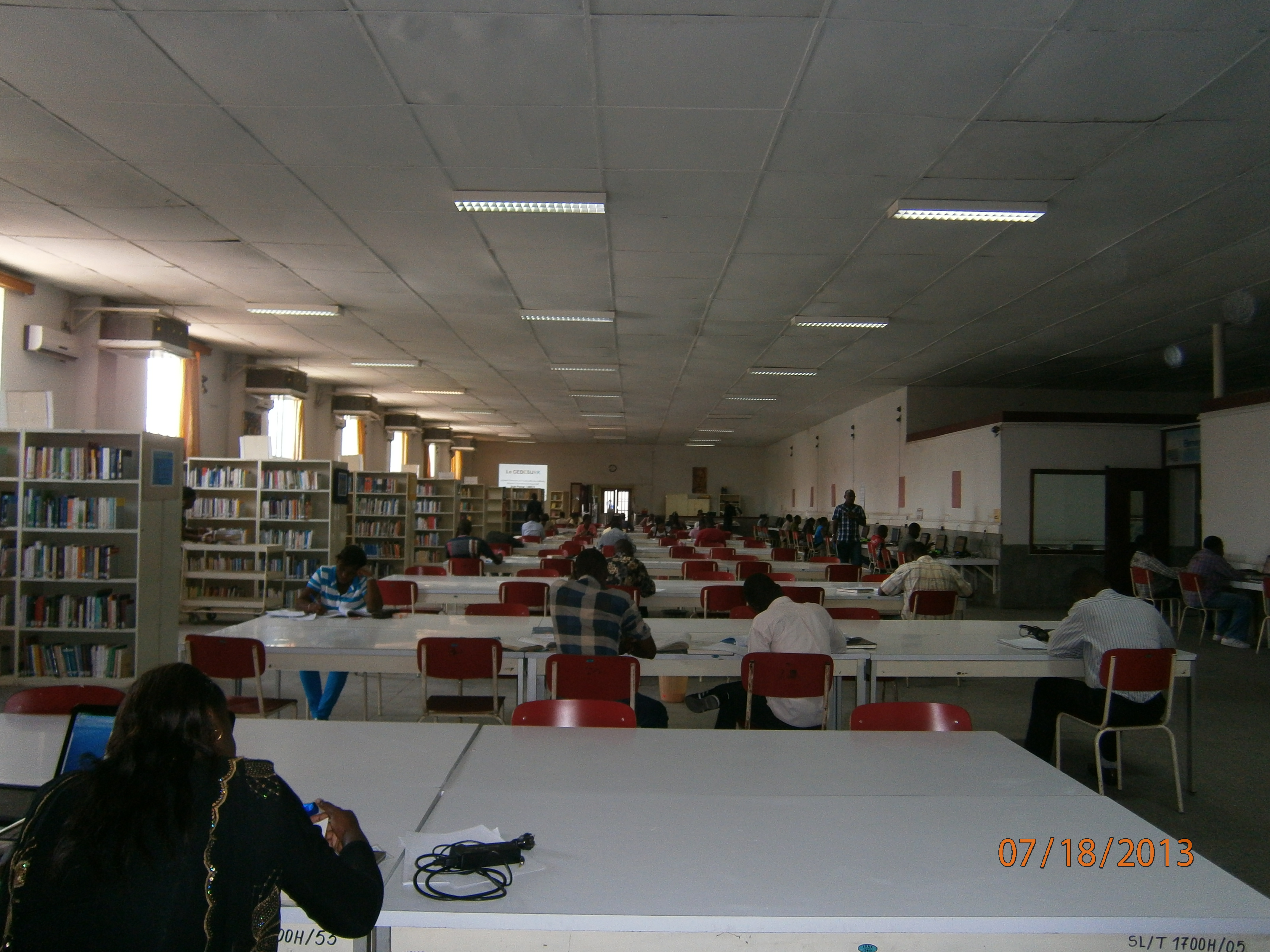
Salle de lecture du CEDESURK

Plus de 15 000 volumes récents, diversifiés, et englobant dans une salle de lecture  d'une capacité de 120 places assises.

## Unité de reproduction

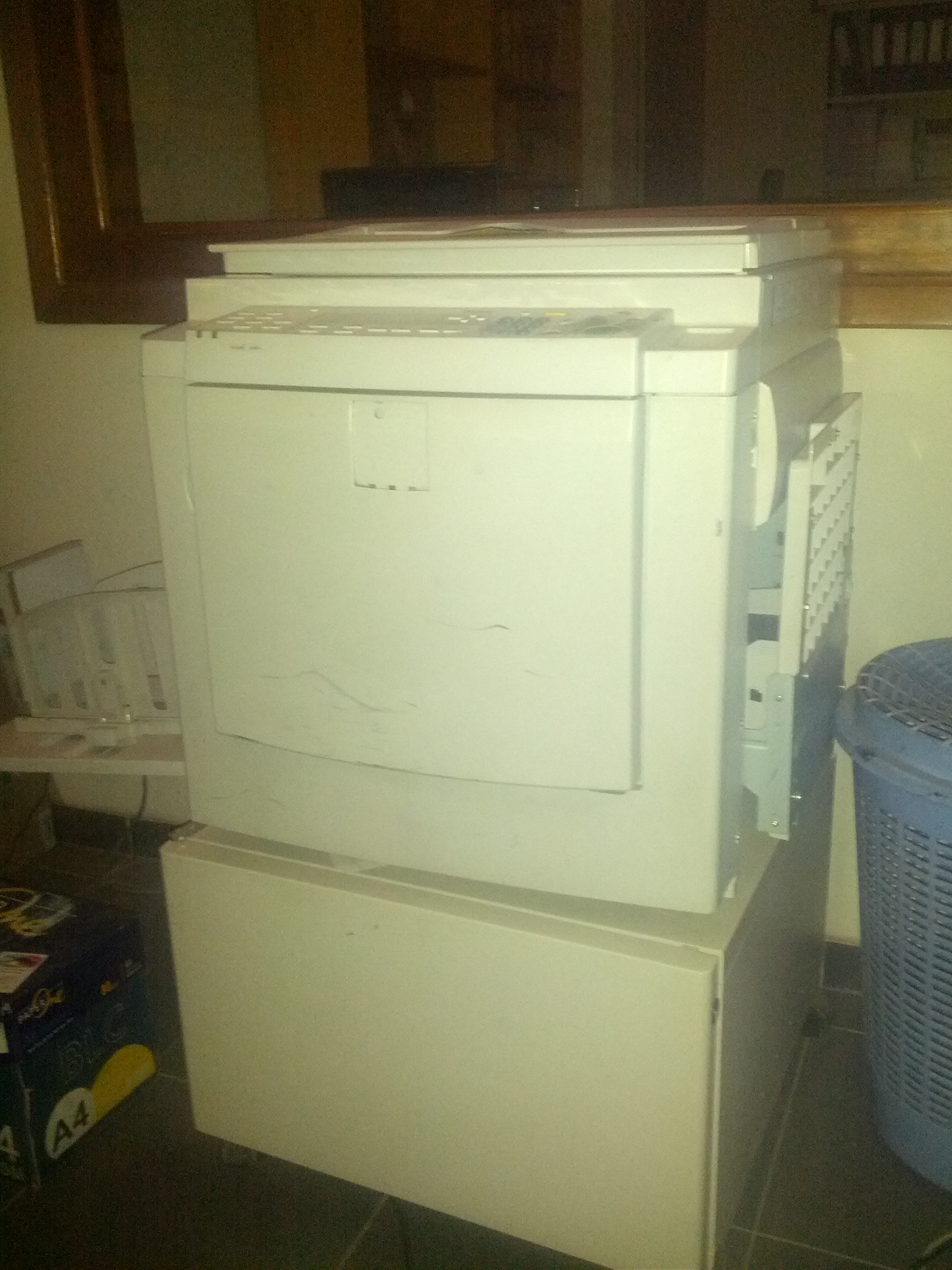
Imprimante du CEDESURK

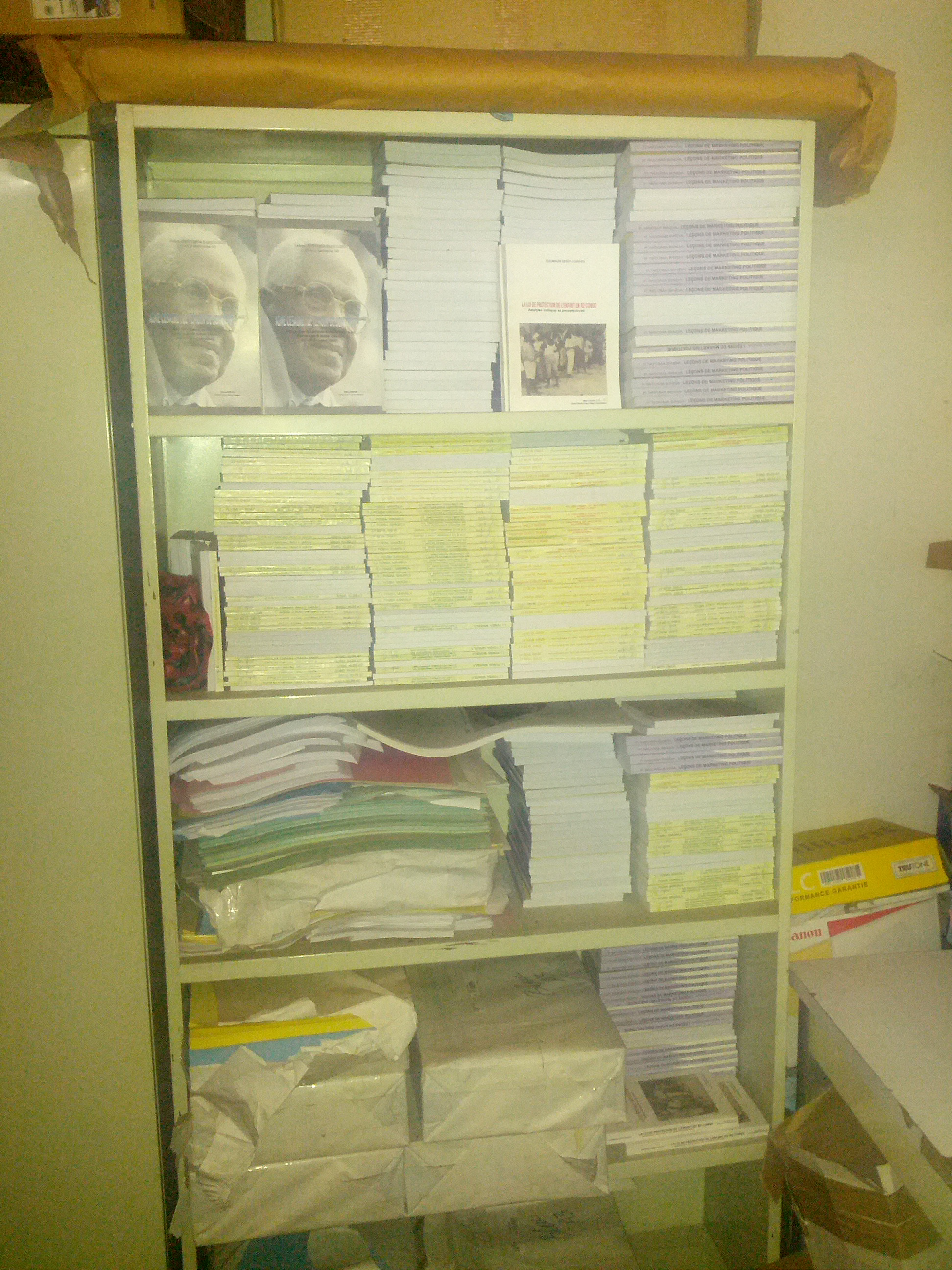
Publication Scientifique

Conformément à ses objectifs dont l'un concerne explicitement la relance d'un programme de publication et d'édition universitaire, le CEDESURK a en son sein une unité de production et de diffusion de documents pédagogiques (syllabus). Cette structure, soutenue par la Région wallonne avec l'accord de l'Assemblée générale du Conseil d'administration du CEDESURK, vient à  point pour combattre le mercantilisme qui entoure aujourd'hui[Quand ?] la production des syllabus, aggravant ainsi la crise au sein des établissements d'enseignements supérieurs et universitaires et ternissant ainsi leur image de marque.
La création de cette unité de production s'est inscrit dans le cadre des mesures d'accompagnement de l'application de l'instruction ministérielle confiant la responsabilité aux comités de gestion des établissements la responsabilité de la production des outils pédagogiques.
Les objectifs de la structure sont : 
- Permettre aux établissements de proposer des syllabus de meilleure qualité à un prix très bas accessible à tous les étudiants ;
- permettre aux auteurs (enseignants) de produire des outils éthique répondant aux normes scientifiques, et de percevoir pour ce travail des garantis, sans se déshonorer en donnant l'impression de monnayer la réussite à leurs cours ;
- à terme  contribuer à la réhabilitation de l'enseignement supérieur et universitaire congolais.

Pour réaliser cette mission, le CEDESURK dispose d'une technologie de pointe : 
- une imprimante numérique permettant le tri, l'insertion de la couverture et l'agrafage ;
- un duplicopieur pour des tirages allant de 100 à 500 exemplaires.

## Salles de formation et activités diverses

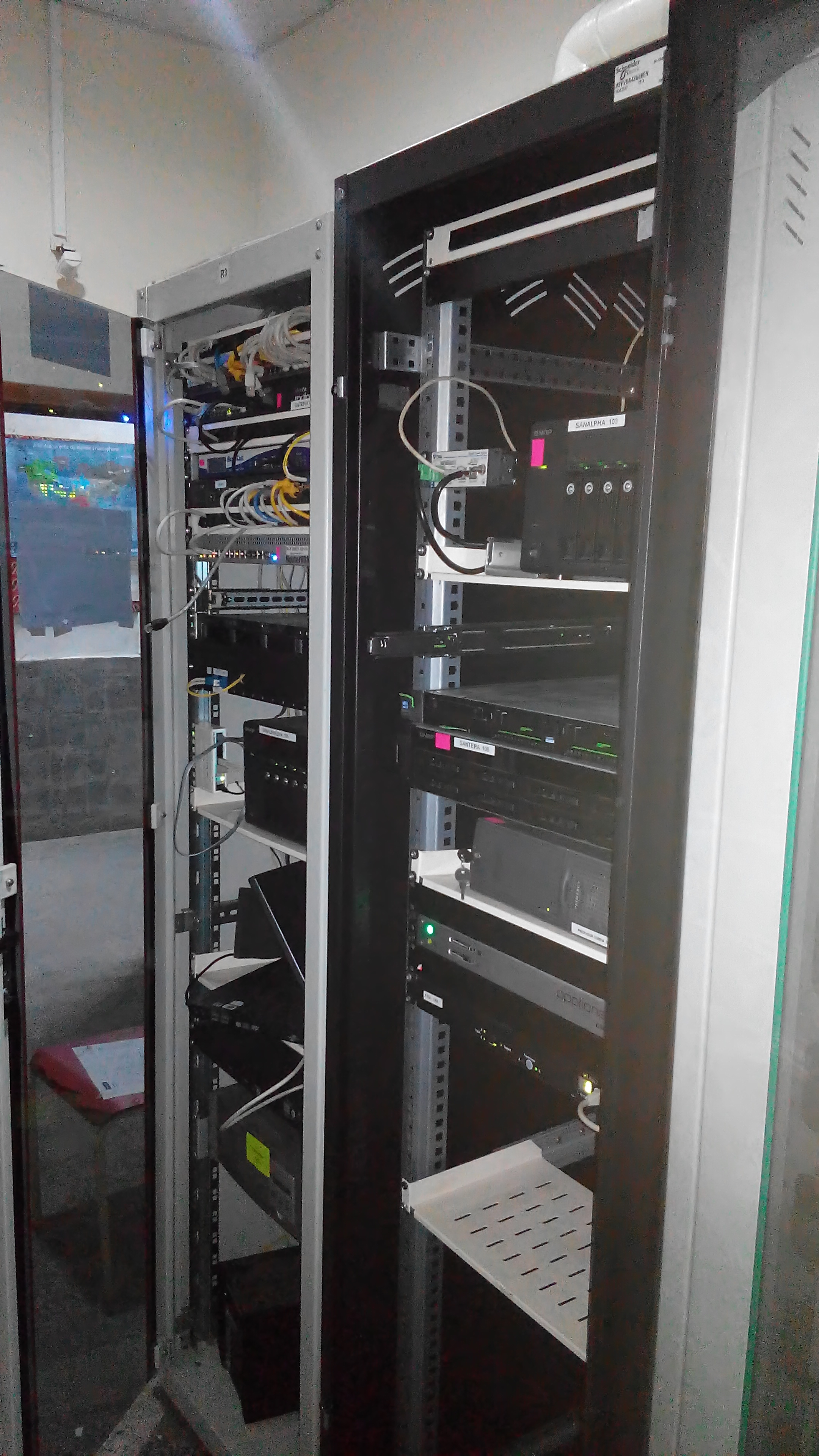
Le Serveur du CEDESURK

- Une salle Web pour du courrier électronique
- Une grande salle de conférence
- Trois salles de formation équipées en ordinateur connecté (capacité de 20 participants pour chaque salle)
- Deux salles de réunion
- Une unité de reproduction des documents pédagogiques pour la production des syllabi pour les étudiants de l'enseignement supérieur et universitaire et l'édition des ouvrages scientifiques de qualité dans tous les domaines.

## Outils de recherche
Le CEDESURK, équipé en TIC de pointe, propose quatre outils modernes de recherche :
- Catalogue en ligne et ceux des autres bibliothèques,
- bases de données,
- ressources numériques en ligne,
- ressources Internet.

## Formations
Le CEDESURK est aussi un outil de formation :
- Formation à la bibliothéconomie
- Initiation à la recherche sur le catalogue du CEDESURK
- Formation à la bureautique
- Formation à la création des blogs
- Formation à la recherche documentaire

## Partenariats
Le CEDESURK travaille en partenariat avec plusieurs partenaires étrangers, dont :
- Agence universitaire de la francophonie (AUF),
- Commission universitaire pour le développement (CUD),
- Vlaamse Interunversitaire Raad (VLIR/UOS),
- Wallonie-Bruxelles International (WBI).

Agence Universitaire de la Francophonie
Commission Universitaire pour le Développement
Vlaamse Interunversitaire Raad
Wallonie Bruxelles International